# واچه گابریلیان
واچه وازگنی گابریلیان (ارمنی: Վաչե Վազգենի Գաբրիելյան؛ زادهٔ ۲۴ نوامبر ۱۹۵۹) اقتصاددان، سیاستمدار و کارمند بانک اهل ارمنستان است که از تاریخ ۱۷ دسامبر ۲۰۱۰ تا تاریخ ۸ مه ۲۰۱۳ در دولت تیگران سارگسیان سمت وزیر دارایی ارمنستان و از تاریخ نوامبر ۲۰۱۴ در دولت هوویک آبراهامیان سمت معاون نخست‌وزیر ارمنستان و وزیر یکپارچگی و اصلاحات اقتصاد بین‌المللی را برعهده داشت.

## زندگی‌نامه
در ۲۴ نوامبر ۱۹۵۹ در ایروان به دنیا آمد و از دانشگاه دولتی ایروان و دانشگاه راتگرز فارغ‌التحصیل شد. 

## یادداشت
1. ↑  International Economic Integration and Reforms Minister
2. ↑  ՀՀ Կառավարության աշխատակազմի ղեկավար-նախարար
3. ↑  ՀՀ Կառավարության աշխատակազմի ղեկավար